# Hexatoma nepalensis
Hexatoma nepalensis är en tvåvingeart som först beskrevs av John Obadiah Westwood 1836.  Hexatoma nepalensis ingår i släktet Hexatoma och familjen småharkrankar. Inga underarter finns listade i Catalogue of Life.